# 高田なほ子
高田 なほ子（たかだ なほこ、1905年（明治38年）1月18日 - 1991年（平成3年）5月19日）は、日本の教育者、政治家、平和運動家。参議院議員（2期）。旧姓は渡辺。

## 経歴
福島県信夫郡福島町（現福島市）で、裁判官・渡辺晶、トヨ夫妻の三女として生まれる。福島県立福島高等女学校を経て、1922年、福島県女子師範学校を卒業。福島県伊達郡掛田尋常高等小学校訓導に就任。1924年に依願退職して勉学のため上京し、東京府（東京都）下の小学校で勤務した。
1945年11月、日本社会党創立に際し党員となる。同年12月、東京都教育労働組合の結成に参加。1947年4月、東京都品川区議会議員に当選し1950年まで在任。1947年6月、日本教職員組合の結成に加わり初代婦人部長に就任。1950年5月、日教組婦人部長を辞任し、同年6月、第2回参議院議員通常選挙で全国区から出馬して当選し、1956年7月の第4回通常選挙では全国区第3位で当選し、参議院議員を2期務めた。この間、参議院法務委員会委員長、日本社会党婦人対策部長などを務め、売春防止法の成立に尽力した。
参議院議員退任後は、日本婦人会議（現・I女性会議）議長、社会党中央執行委員・婦人局長、全国退職婦人教職員全国連絡協議会長、板橋区教育委員などを歴任。また、世界各地の婦人会議に参加して原水爆禁止を訴えるなど平和運動に尽力した。
1975年春の叙勲で勲二等瑞宝章受章。
1991年5月19日死去、86歳。死没日をもって従四位に叙される。

## 主な著作
- 『母の願い』東京都教職員組合、1956年。
- 『雑草のごとく』ドメス出版、1981年。

### 論文
CiNiiデータベース掲載の論文一覧から抜粋。
日教組婦人部
『教育評論』(ISSN 0023-5997)
- 「日教組婦人部のあゆみ-発足の頃の想い出」、第171号、1965年6月、NAID 40000720795。
- 「日教組婦人部20年のたたかい（座談会）」、第201号、36-47頁、1967年6月、NAID 40000721252。
- 「日教組婦人部30年の歴史の上に （日教組婦人部30年とこれから）」、第351号、26-35頁、1977年7月、NAID 40000722650。
- 「1945年・生きる-2-受難の思い出--学童集団疎開」、第455号、66-69頁、アドバンテージサーバー、1985年5月、NAID 40000724285。
- 高田なほ子、槙枝元文、三原大乗「40年の節目に想いおこすこと （結成40年をむかえた日教組<特集>）」、第480号、22-27頁、アドバンテージサーバー、1987年6月、NAID 40000724543。

社会党　日本社会党中央本部機関紙局刊『月刊社会党』ISSN 0435-1754
- 「母と子の幸せをまもる--「母親大会」の歴史と母親運動のあり方」、第86号、127-136頁、1964年8月。NAID 40001010667。
- 「婦人と子供の国際連帯の強化を--国際民婦連評議会の報告から」、第92号、144-150頁、1965年2月。NAID 40001010822。
- 「第12回母親大会の問題点--統一はばむ「自己主張」の押しつけ」、第113号、72-80頁、1966年10月。NAID 40001011291。
- 「前進する革新市政の母子保健行政--京都富井市政の調査から」、第150号、84-87頁、1969年9月。NAID 40001012144。
- 「江田三郎 （第3代委員長代行）--白い木槿（むくげ）」、第487号、66-68頁、〈結党50周年,社会党の足跡 ; 歴代委員長の思い出・回想録〉、1995年12月。NAID 40001017206。

## 関連文献
- 「高田なほ子」『市民・社会運動人名事典』、日外アソシエーツ株式会社 （編）、242頁、（東京）、1990年2月。
- 明治大正昭和新聞研究会「二月一六日　全学連、破防法適用は不穏当・社党高田なほ子氏質す・参院法務委」『新聞集成昭和編年史』昭和35年版第1号 （自1月-至2月）、明治大正昭和新聞研究会 （編集制作）、470頁、東京 : 新聞資料出版〈特集：日米新安保条約調印〉、2012年7月。全国書誌番号:22098762。
- 高澤美有紀『女性国会議員比率の動向』、国立国会図書館、2015年11月24日。doi:10.11501/9535004。